# 페드루 (1997년)
페드루 길례르미 아브리우 두스 산투스(포르투갈어: Pedro Guilherme Abreu dos Santos, 1997년 6월 20일 ~ )는 흔히 줄여서 페드루(포르투갈어: Pedro)로 알려진 브라질의 축구 선수로 현재 캄페오나투 브라질레이루 세리이 A의 CR 플라멩구에서 스트라이커로 활약하고 있다.